# Plutodes exquisita
Plutodes exquisita är en fjärilsart som beskrevs av Butler 1880. Plutodes exquisita ingår i släktet Plutodes och familjen mätare. Inga underarter finns listade i Catalogue of Life.